# Hugo II. von Jaffa

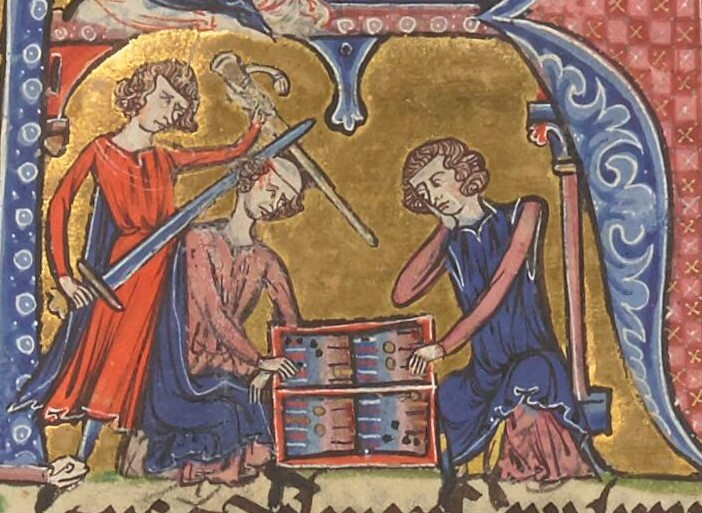
Ein bretonischer Ritter versucht, Hugo zu ermorden, während dieser auf der Straße Würfel spielt.

Hugo von Le Puiset (französisch: Hugues du Puiset, * um 1106; † um 1134) war als Hugo II. von Jaffa Graf von Jaffa und Sohn von Hugo I. von Jaffa. Er wird häufig unpräzise als Hugo II. von Le Puiset bezeichnet, ist dann aber nicht mit seinem Vater zu verwechseln, der als Hugo II. Herr von Le Puiset war.
Sein Vater war Herr von Le Puiset. Laut der Chronik des Wilhelm von Tyrus pilgerten seine Eltern während der Regierungszeit König Balduins II. nach Jerusalem. Hugo wurde während dieser Reise in Apulien geboren. Sein Vater wurde 1110 Graf von Jaffa und starb um 1118. Hugos Stiefvater, Albert von Namur, verwaltete die Grafschaft solange er minderjährig war. 1123 übernahm Hugo die Grafschaft und heiratete Emma von Jericho, Nichte des Patriarchen von Jerusalem Arnulf von Chocques und Witwe von Eustach I. Garnier, Herr von Cäsarea.
Hugo war wahrscheinlich eng mit seiner Cousine, der Königin Melisende befreundet; man vermutet, dass er auch eine Affäre mit ihr hatte und somit in einige Konflikte mit ihrem eifersüchtigen Ehemann, Fulko V. von Anjou, geriet. Man sagt außerdem, dass Hugo sehr arrogant war und den König nicht anerkannte.
Man vermutet, dass Hugo sich 1134 zusammen mit Roman von Le Puy, Herr von Outrejordain, gegen Fulko auflehnte. Nach Wilhelm von Tyrus klagte Walter I. Garnier, Herr von Cäsarea und Stiefsohn von Hugo, ihn wegen Hochverrats und der Verschwörung bei einer Sitzung des Haute Cour an. Hugo widersprach dieser Anklage und es wurde beschlossen, dass die Anklage außergerichtlich geklärt werden müsse. Am festgelegten Tag des Kampfes kam Hugo nicht, sondern floh nach Askalon, wo er Schutz bei der dortigen ägyptischen Garnison suchte. Als er nach Jaffa zurückkehrte, nahm ihn einer seiner eigenen Vasallen, nämlich Barisan von Ibelin, gefangen und lieferte ihn dem König aus. Die gängige Strafe für Hochverrat und Verschwörung war die Beschlagnahme aller Güter und lebenslange Verbannung: Hugo kam mit dreijähriger Verbannung davon.
Als Hugo auf das Schiff, das ihn ins Exil bringen sollte, wartete, versuchte ein bretonischer Ritter ihn zu ermorden. Er wurde verletzt und sein Angreifer wurde festgenommen, verurteilt und hingerichtet. Nachdem er sich von seiner Verletzungen erholt hatte, ging er nach Apulien zu seinem Verwandten König Roger II. von Sizilien, der ihn zum Grafen von Gargano machte. Kurz darauf starb Hugo.
Siehe auch: Haus Le Puiset